# Massimeno
Massimeno (Masimen in dialetto rendenese) è un comune italiano di 131 abitanti della provincia di Trento, situato in Val Rendena, nei pressi di Pinzolo.
Si tratta del comune meno abitato del Trentino-Alto Adige.

## Storia

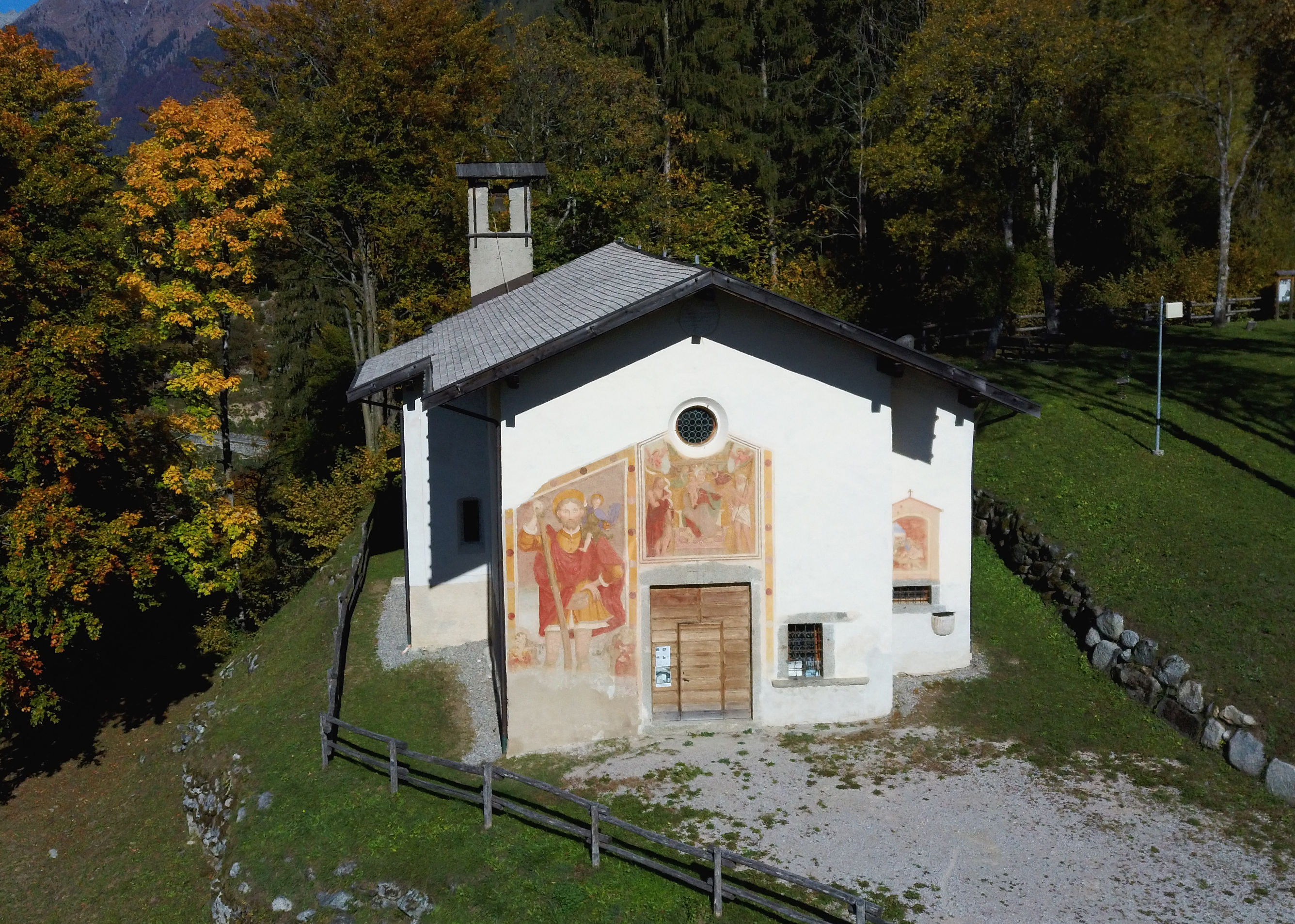
L'antica chiesa di San Giovanni Battista

Il luogo in cui sorge il paese non sarebbe lo stesso della sua origine. Si dice che sorgesse nello spiazzo a nord della chiesa di San Giovanni. L'area della chiesa è comunemente chiamata Castèl, parrebbe a ricordo di un Castello Massimo da cui deriverebbe il nome del paese Massimeno. L'origine del nome non è certa, ma si sa che deriva dal nome latino Maximino de Rendena scritto sul Editto di Costantino.
L'abitato antico fu distrutto da una frana, o forse da un incendio, evento quest'ultimo comune a parecchi paesi della Valle. Massimeno fu ricostruito più in basso e conserva ancora esempi di case contadine massicce, che mostrano le antiche caratteristiche delle costruzioni rurali di montagna.
Molte di esse vennero distrutte da un incendio che, nel 1969, arse alcune abitazioni antiche allargando così la piazza del paese.
Il paese, in Val Rendena, è noto per la grande presenza di arrotini (moleti in dialetto rendenese) che, tra il 1800 e il 1900 sono emigrati in Inghilterra, Stati Uniti, Argentina e Australia per fare fortuna. Molti dei loro discendenti vivono tutt'oggi all'estero, molti hanno invece fatto ritorno al paese natìo.
Nel 1928, durante il periodo fascista, il comune di Massimeno insieme a quelli di Carisolo e Giustino, è stato soppresso ed aggregato a quello di Pinzolo. Successivamente, nel 1952 tutti i comuni sono stati ricostituiti e tornati ad essere autonomi. Nel secondo decennio degli anni 2000 ci fu una proposta di creare un nuovo comune, unendo Massimeno, Giustino e Carisolo però non andata a buon fine.

### Simboli
Stemma
Lo stemma è stato adottato con D.G.P. del 13 giugno 1986 n. 4697.
Vi sono raffigurati, a sinistra sullo sfondo azzurro, il profilo stilizzato della cascata di Lares e, a destra, i fiori rossi di giglio martagone.
Gonfalone
Il gonfalone è stato approvato con D.G.P. del 6 febbraio 1987 n. 672.

## Monumenti e luoghi d'interesse
- Chiesa della Madonna di Loreto, in centro al paese
- Chiesa di San Giovanni Battista a nord del paese
- Chiesa di San Luigi Gonzaga a sud del paese

## Società

### Evoluzione demografica
Abitanti censiti

### Gemellaggi
- Pegognaga

## Amministrazione
| Periodo | Periodo   | Primo cittadino  | Partito                              | Carica  | Note |
| ------- | --------- | ---------------- | ------------------------------------ | ------- | ---- |
| 1953    | 1956      | Luigi Frizzi     | lista civica                         | Sindaco |      |
| 1956    | 1960      | Luigi Polli      | lista civica                         | Sindaco |      |
| 1960    | 1963      | Luigi Frizzi     | lista civica                         | Sindaco |      |
| 1963    | 1969      | Angelo Ferrazza  | lista civica                         | Sindaco |      |
| 1970    | 1974      | Elio Polli       | lista civica                         | Sindaco |      |
| 1974    | 1980      | Celso Polli      | lista civica                         | Sindaco |      |
| 1980    | 1985      | Celso Polli      | lista civica                         | Sindaco |      |
| 1985    | 1990      | Angela Ferrazza  | lista civica                         | Sindaco |      |
| 1990    | 1991      | Robert Polli     | lista civica                         | Sindaco |      |
| 1995    | 2000      | Giorgio Ferrazza | lista civica                         | Sindaco |      |
| 2000    | 2005      | Giorgio Ferrazza | lista civica "Massimeno - Nois Pais" | Sindaco |      |
| 2005    | 2010      | Giorgio Ferrazza | lista civica "Insieme per Massimeno" | Sindaco |      |
| 2010    | 2015      | Enrico Beltrami  | lista civica "Nuovi Orizzonti"       | Sindaco |      |
| 2015    | 2020      | Enrico Beltrami  | lista civica "Nuovi Orizzonti"       | Sindaco |      |
| 2020    | 2025      | Norman Masè      | lista civica "Nuovi Orizzonti"       | Sindaco |      |
| 2025    | in carica | Norman Masè      | lista civica "Nuovi Orizzonti"       | Sindaco |      |